# Учительський інститут у Вільно (християнський)
Віленський учительський інститут (християнський) — вищий педагогічний навчальний заклад, розміщений на території Віленського навчального округу Російської імперії. Відкритий у Вільні 1876 року. Після початку Першої світової війни був евакуйований до Самари, де був організаційно приєднаний до місцевого учительського інституту.

## Відомі випускники
- Кореневський Йосип Петрович — радянський вчений-педагог, ректор Білоруського державного університету, дійсний член Інституту білоруської культури.
- Некрашевич Степан Михайлович — вчений-мовознавець, організатор і перший голова Інбілкульту (нині Національна академія наук Білорусі), академік Академії наук Білорусі.
- Сирочинський Володимир Миколайович — вчений-фізик, Герой Праці
- Червяков Олександр Григорович — радянський партійний і державний діяч, голова Президії ЦВК СРСР від БРСР.